# Valence (Charente)
Pour les articles homonymes, voir Valence.
Valence est une commune du Sud-Ouest de la France, située dans le département de la Charente (région Nouvelle-Aquitaine).

## Géographie

### Localisation et accès
Valence est une commune du Nord Charente située à 10 km à l'est de Mansle et 29 km au nord-est d'Angoulême, dans la vallée du Son-Sonnette.
Le bourg de Valence est aussi à 5 km au nord de Saint-Angeau, 12 km à l'ouest de Saint-Claud, 13 km au nord-ouest de Chasseneuil, 14 km au sud-ouest de Champagne-Mouton, 18 km au sud-est de Ruffec et 31 km au sud-ouest de Confolens.
La commune de Valence est traversée d'ouest en est par la D 739 entre Mansle et Saint-Claud et qui passe à 300 m au sud du bourg. Celui-ci est desservi par la D 15, transversale à la D 739, entre Beaulieu-sur-Sonnette et Saint-Angeau, en direction d'Angoulême, et la D 26 qui se dirige vers le nord-ouest en direction de Ruffec.

### Hameaux et lieux-dits
La commune compte quelques hameaux : le Pont et Bel-Air au sud du bourg où est située la mairie, Goize à l'est, une petite partie de Romefort à l'ouest qui est plus sur la commune de Saint-Front, Bois Bernardant et Lairière au sud, avec la Poterie  en limite avec Saint-Amant.

### Communes limitrophes
|                  | Ventouse   |             |
| Saint-Front      | Valence    | Cellefrouin |
| Val-de-Bonnieure | Saint-Mary | La Tâche    |

### Géologie et relief
Le sol est calcaire et date du Jurassique moyen (Callovien). Les plateaux, au sud et à l'extrême nord du bourg et partiellement boisés, sont recouverts d'altérite et d'argile rouge à silex, dépôts du tertiaire,,.
Le relief de la commune est celui d'un plateau d'une altitude moyenne de 100 m, traversée d'est en ouest par une vallée. Le point culminant de la commune est à une altitude de 143 m, situé sur la limite sud. Le point le plus bas est à 72 m, situé sur la rive droite du Sonsonnette en limite ouest. Le bourg, construit sur le flanc de la vallée en rive droite, s'étage entre 80 et 100 m d'altitude.

### Hydrographie

#### Réseau hydrographique
La commune est située dans le bassin versant de la Charente au sein du Bassin Adour-Garonne. Elle est drainée par le ruisseau des Bourgons, qui constituent un réseau hydrographique de 10 km de longueur totale,.
La commune est traversée d'est en ouest par le Sonsonnette (ou Son-Sonnette), affluent de la Charente, juste en aval du confluent du Son et de la Sonnette.
Le ruisseau intermittent des Bourgons descend de Chavagnac (commune de Cellefrouin) et se jette sur sa rive gauche.

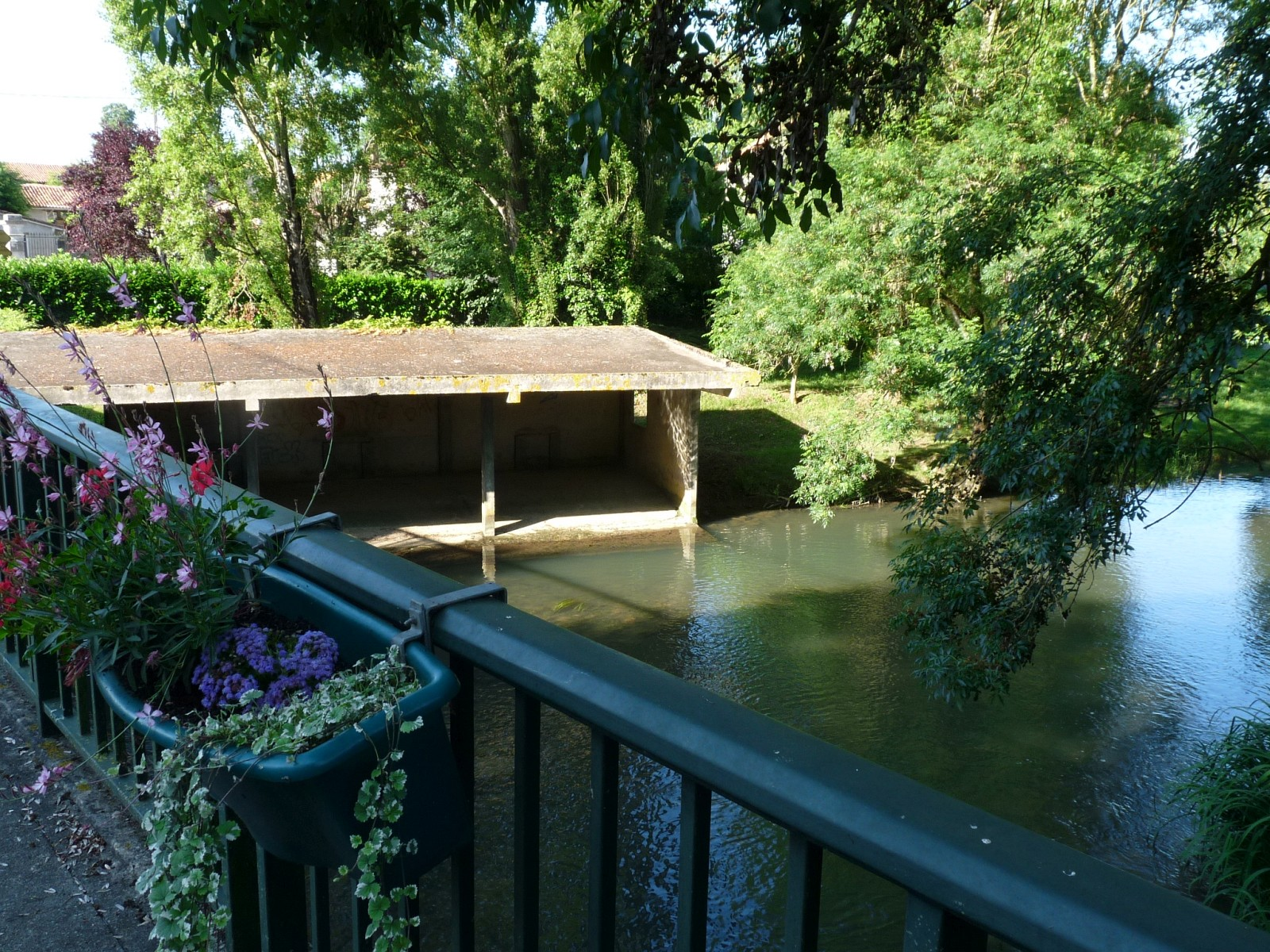
Le Sonsonnette au pied du bourg.
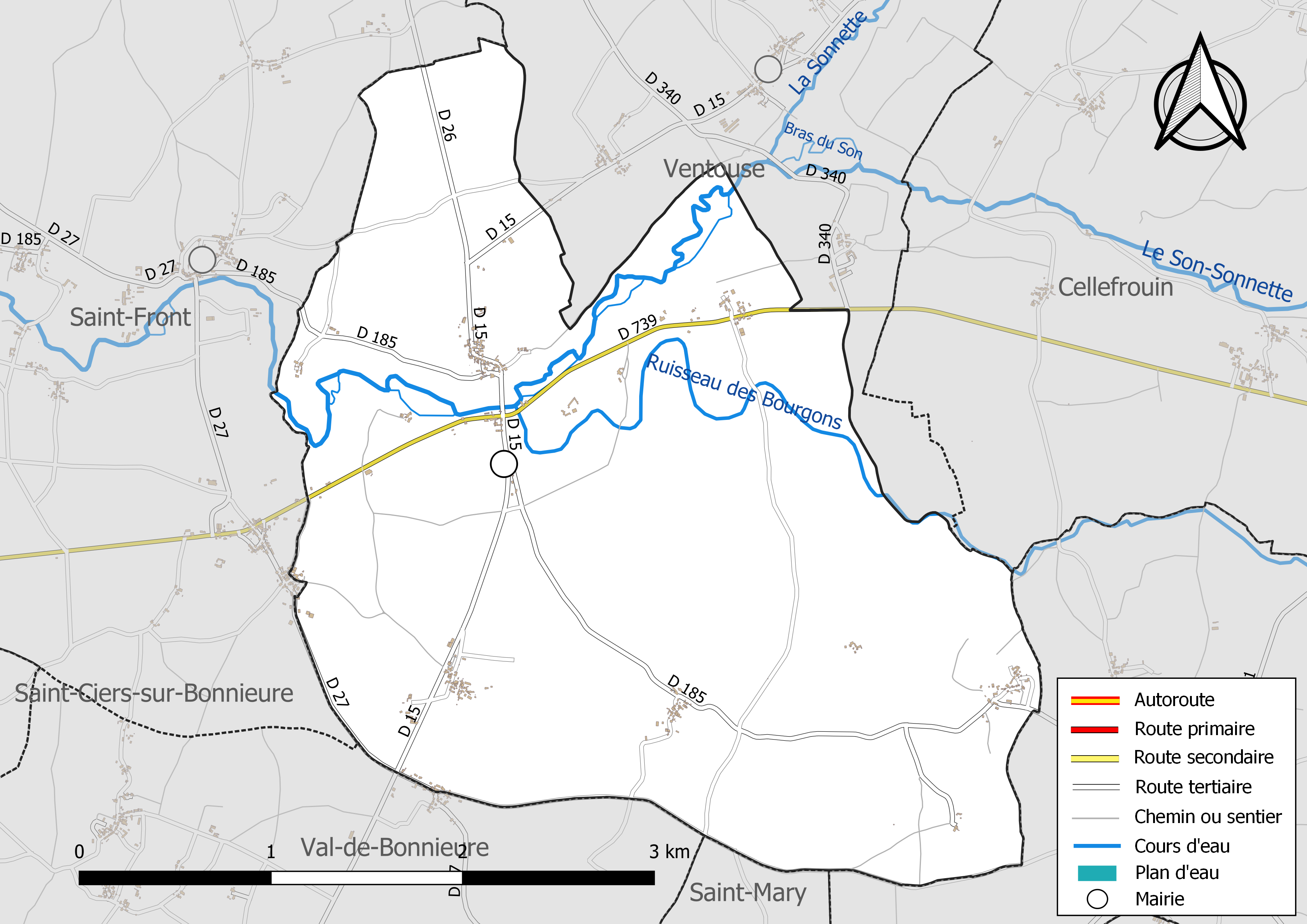
Réseaux hydrographique et routier de Valence

#### Gestion des eaux
Le territoire communal est couvert par le schéma d'aménagement et de gestion des eaux (SAGE) « Charente ». Ce document de planification, dont le territoire correspond au bassin de la Charente, d'une superficie de 9 300 km2, a été approuvé le 19 novembre 2019. La structure porteuse de l'élaboration et de la mise en œuvre est l'établissement public territorial de bassin Charente. Il définit sur son territoire les objectifs généraux d’utilisation, de mise en valeur et de protection quantitative et qualitative des ressources en eau superficielle et souterraine, en respect des objectifs de qualité définis dans le troisième SDAGE  du Bassin Adour-Garonne qui couvre la période 2022-2027, approuvé le 10 mars 2022.

### Climat
Comme dans les trois quarts sud et ouest du département, le climat est océanique aquitain.

## Urbanisme

### Typologie
Au 1er janvier 2024, Valence est catégorisée commune rurale à habitat très dispersé, selon la nouvelle grille communale de densité à 7 niveaux définie par l'Insee en 2022.
Elle est située hors unité urbaine et hors attraction des villes,.

### Occupation des sols
L'occupation des sols de la commune, telle qu'elle ressort de la base de données européenne d’occupation biophysique des sols Corine Land Cover (CLC), est marquée par l'importance des territoires agricoles (79,3 % en 2018), une proportion identique à celle de 1990 (79,3 %). La répartition détaillée en 2018 est la suivante : 
terres arables (57,6 %), forêts (20,7 %), prairies (12,6 %), zones agricoles hétérogènes (9,1 %). L'évolution de l’occupation des sols de la commune et de ses infrastructures peut être observée sur les différentes représentations cartographiques du territoire : la carte de Cassini (XVIIIe siècle), la carte d'état-major (1820-1866) et les cartes ou photos aériennes de l'IGN pour la période actuelle (1950 à aujourd'hui).

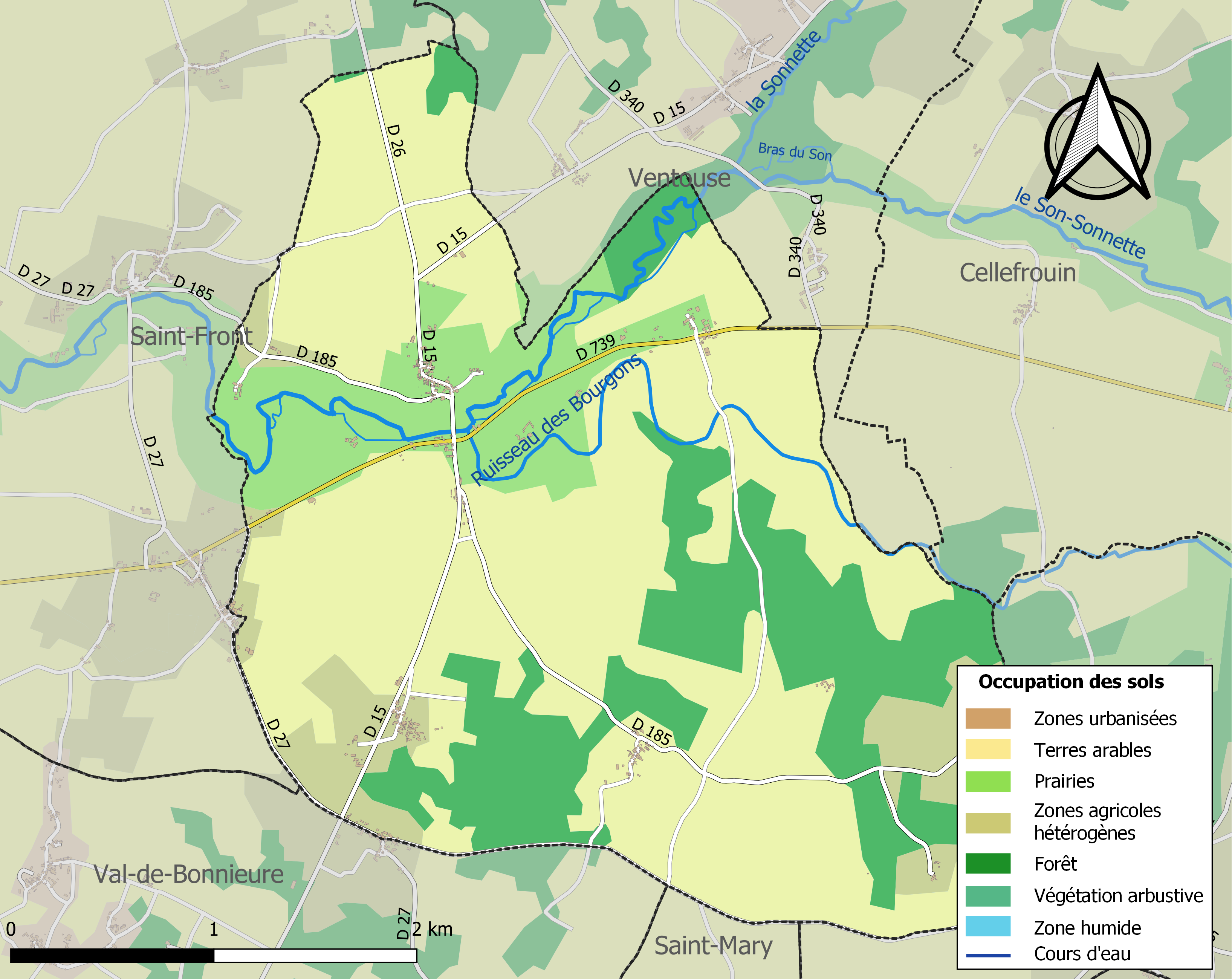
Carte des infrastructures et de l'occupation des sols de la commune en 2018 (CLC).

### Risques majeurs
Le territoire de la commune de Valence est vulnérable à différents aléas naturels : météorologiques (tempête, orage, neige, grand froid, canicule ou sécheresse) et séisme (sismicité modérée). Un site publié par le BRGM permet d'évaluer simplement et rapidement les risques d'un bien localisé soit par son adresse soit par le numéro de sa parcelle.

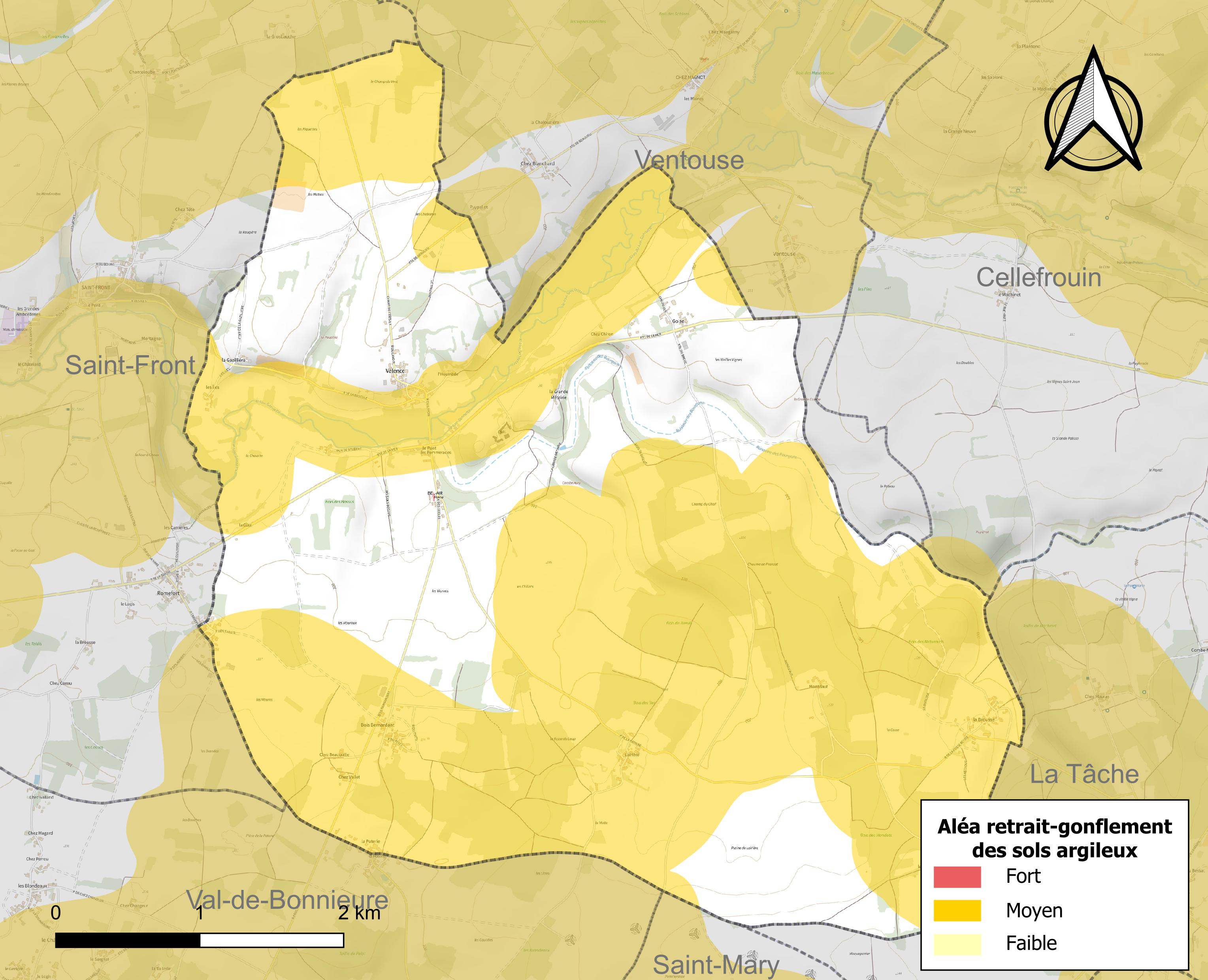
Carte des zones d'aléa retrait-gonflement des sols argileux de Valence.

Le retrait-gonflement des sols argileux est susceptible d'engendrer des dommages importants aux bâtiments en cas d’alternance de périodes de sécheresse et de pluie. 68,2 % de la superficie communale est en aléa moyen ou fort (67,4 % au niveau départemental et 48,5 % au niveau national). Sur les 150 bâtiments dénombrés sur la commune en 2019, 112 sont en aléa moyen ou fort, soit 75 %, à comparer aux 81 % au niveau départemental et 54 % au niveau national. Une cartographie de l'exposition du territoire national au retrait gonflement des sols argileux est disponible sur le site du BRGM,.
Par ailleurs, afin de mieux appréhender le risque d’affaissement de terrain, l'inventaire national des cavités souterraines permet de localiser celles situées sur la commune.
La commune a été reconnue en état de catastrophe naturelle au titre des dommages causés par les inondations et coulées de boue survenues en 1982, 1983 et 1999. Concernant les mouvements de terrains, la commune a été reconnue en état de catastrophe naturelle au titre des dommages causés par des mouvements de terrain en 1999.

## Toponymie
Les formes anciennes sont Valencia en 1299, de Valenciis.
L'origine du nom de Valence remonterait à un nom de personne gallo-romain Valentius au féminin, avec villa ou fundus sous-entendu, ce qui correspondrait à « domaine de Valentius »,.
La commune a été orthographiée Valance lors de sa création en 1793, puis s'est appelée Valence après 1801. Elle est orthographiée Vallence sur la carte de Cassini (XVIIIe siècle).

### Limite dialectale
Valence est proche de la limite du domaine marchois (langue d'oc), à l'est (Cellefrouin), mais se trouve dans le parler poitevin (langue d'oil), appelé localement patois charentais. Saint-Front, à l'ouest, formait une enclave de parler marchois au XIXe siècle.

## Histoire
L'Antiquité a laissé quelques traces. La limite sud de la commune est tracée le long de l'ancienne voie romaine de Chassenon à la Terne. Son carrefour avec la voie d'Angoulême à Bourges par Argenton était juste à l'est de la commune, à La Tâche. Près de la Poterie situé sur la première voie, la tradition place une « villa antique », la Ville d'Étampes ou des Temples, entre La Tâche et Mansle.
Sous l'Ancien Régime, le fief de Bourgon était possédé par la famille Martin de Bourgon et a appartenu à Jean-Guillaume de Lacroix de Bourgon, général en 1778-1815. Cette famille est issue des Martin de La Pile de l'échevinage d'Angoulême au XVIe siècle et a aussi résidé à Saint-Cybardeaux.
Au tout début du XXe siècle, l'élevage des cochons représentait une des principales ressources des habitants de la commune. L'industrie était représentée par deux minoteries sur le Son, appartenant à messieurs Videau et Sabouraud.
Pendant la première moitié du XXe siècle, Valence était desservie par la petite ligne ferroviaire d'intérêt local à voie métrique des Chemins de fer économiques des Charentes allant d'Angoulême à Confolens par Saint-Angeau appelée le Petit Mairat.

## Administration
| Période                                  | Période  | Identité           | Étiquette | Qualité   |
| ---------------------------------------- | -------- | ------------------ | --------- | --------- |
| Les données manquantes sont à compléter. |          |                    |           |           |
| avant 1995                               | ?        | Marcel Lemasson    |           |           |
| 2001                                     | 2008     | Patricia Nexon     |           |           |
| 2008                                     | 2014     | Danielle Gibouleau | SE        | Comptable |
| 2014                                     | En cours | Christine Soury    | SE        | Employée  |

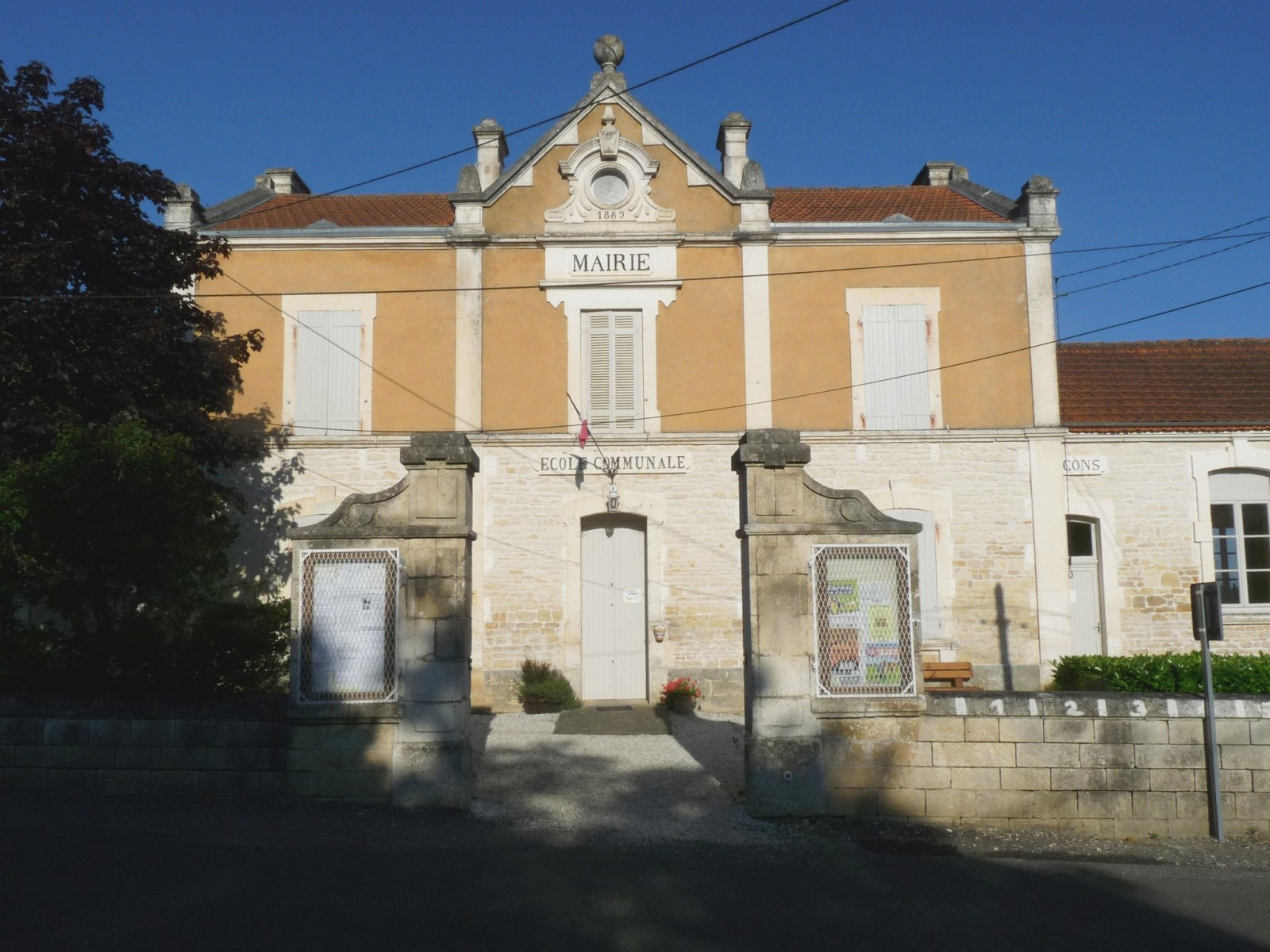
La mairie en 2015.

La commune de Valence était dans le canton de Cellefrouin à sa création en 1793 avant d'être dans le canton de Mansle en 1801. Elle est maintenant dans le canton de Boixe-et-Manslois.

## Démographie

### Évolution démographique
L'évolution du nombre d'habitants est connue à travers les recensements de la population effectués dans la commune depuis 1793. Pour les communes de moins de 10 000 habitants, une enquête de recensement portant sur toute la population est réalisée tous les cinq ans, les populations de référence des années intermédiaires étant quant à elles estimées par interpolation ou extrapolation. Pour la commune, le premier recensement exhaustif entrant dans le cadre du nouveau dispositif a été réalisé en 2007.

En 2022, la commune comptait 190 habitants, en évolution de −8,65 % par rapport à 2016 (Charente : −0,48 %, France hors Mayotte : +2,11 %).
| 1793 | 1800 | 1806 | 1821 | 1831 | 1841 | 1846 | 1851 | 1856 |
| ---- | ---- | ---- | ---- | ---- | ---- | ---- | ---- | ---- |
| 421  | 433  | 389  | 450  | 456  | 502  | 507  | 507  | 527  |

| 1861 | 1866 | 1872 | 1876 | 1881 | 1886 | 1891 | 1896 | 1901 |
| ---- | ---- | ---- | ---- | ---- | ---- | ---- | ---- | ---- |
| 487  | 497  | 473  | 484  | 476  | 457  | 437  | 416  | 411  |

| 1906 | 1911 | 1921 | 1926 | 1931 | 1936 | 1946 | 1954 | 1962 |
| ---- | ---- | ---- | ---- | ---- | ---- | ---- | ---- | ---- |
| 411  | 408  | 366  | 373  | 331  | 325  | 338  | 316  | 302  |

| 1968 | 1975 | 1982 | 1990 | 1999 | 2006 | 2007 | 2012 | 2017 |
| ---- | ---- | ---- | ---- | ---- | ---- | ---- | ---- | ---- |
| 242  | 256  | 265  | 212  | 240  | 233  | 233  | 227  | 197  |

| 2022 | - | - | - | - | - | - | - | - |
| ---- | - | - | - | - | - | - | - | - |
| 190  | - | - | - | - | - | - | - | - |

D’après le recensement Insee de 2007, Valence compte 233 habitants (soit une diminution de 3 % par rapport à 1999).

### Pyramide des âges
La population de la commune est relativement âgée.
En 2018, le taux de personnes d'un âge inférieur à 30 ans s'élève à 19,3 %, soit en dessous de la moyenne départementale (30,2 %). À l'inverse, le taux de personnes d'âge supérieur à 60 ans est de 41,7 % la même année, alors qu'il est de 32,3 % au niveau départemental.
En 2018, la commune comptait 94 hommes pour 99 femmes, soit un taux de 51,3 % de femmes, légèrement inférieur au taux départemental (51,59 %).
Les pyramides des âges de la commune et du département s'établissent comme suit.
| Hommes | Classe d’âge | Femmes |
| ------ | ------------ | ------ |
| 0,0    | 90 ou +      | 1,0    |
| 15,6   | 75-89 ans    | 18,8   |
| 17,7   | 60-74 ans    | 29,7   |
| 28,1   | 45-59 ans    | 20,8   |
| 14,6   | 30-44 ans    | 14,9   |
| 14,6   | 15-29 ans    | 5,9    |
| 9,4    | 0-14 ans     | 8,9    |

| Hommes | Classe d’âge | Femmes |
| ------ | ------------ | ------ |
| 1      | 90 ou +      | 2,7    |
| 9,2    | 75-89 ans    | 12     |
| 20,6   | 60-74 ans    | 21,3   |
| 20,7   | 45-59 ans    | 20,3   |
| 16,8   | 30-44 ans    | 16     |
| 15,6   | 15-29 ans    | 13,4   |
| 16,1   | 0-14 ans     | 14,3   |

### Remarques
C'est durant la première moitié du XXe siècle que Valence a perdu la moitié de sa population.

## Économie

### Agriculture
La viticulture occupe une petite partie de l'activité agricole. La commune est située dans les Bons Bois, dans la zone d'appellation d'origine contrôlée du cognac.

## Équipements, services et vie locale

### Enseignement
L'école publique est un RPI entre Saint-Front et Valence. Saint-Front et Valence accueillent chacune une école élémentaire. Celle de Valence est l'école Bel-Air et comporte une classe jusqu'en 2016. La classe est alors transférée sur la commune de Saint-Front toujours dans le cadre du RPI Saint-Front, Valence et Ventouse.
Le secteur du collège est Mansle, Alfred-Renoleau.

## Lieux et monuments
L'église paroissiale Saint-Pierre comporte une dalle funéraire en pierre, du XIIe siècle ornée d'arcatures et présentant au-dessus des colonnettes des traces de chapiteaux. Cette dalle est un objet classé monument historique depuis le 17 juin 1933.
Entre autres bâtiments de patrimoine rural, est à noter la minoterie Cuissard au lieu-dit le Moulin de Bourgon.
Élevé sur un tertre sur la rive gauche du Son-Sonnette, le château de Bourgon, flanqué de deux tours rondes, date du XVe siècle. Il est inscrit monument historique depuis 2011.

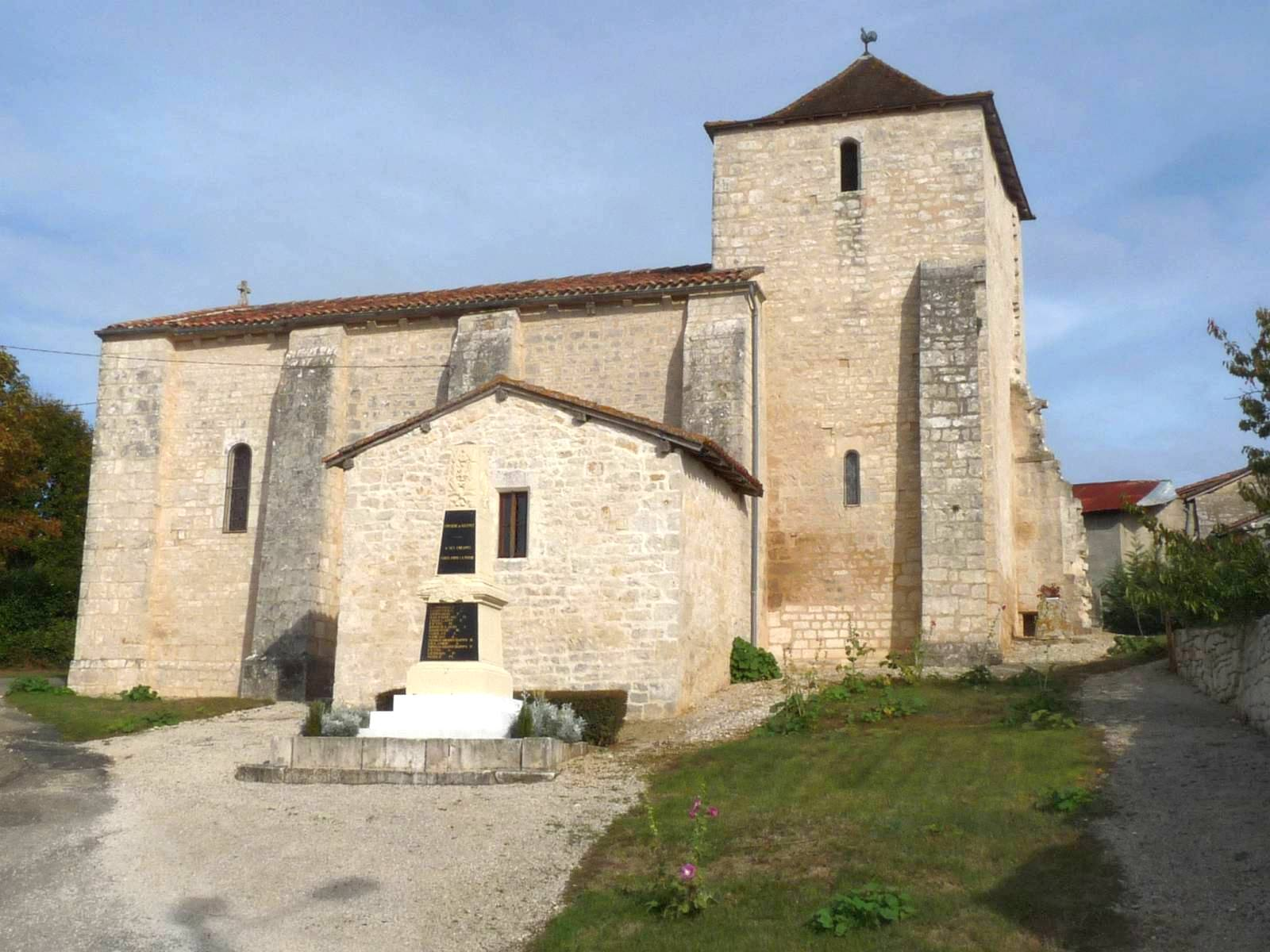
L'église Saint-Pierre et le monument aux morts 1914-1918.
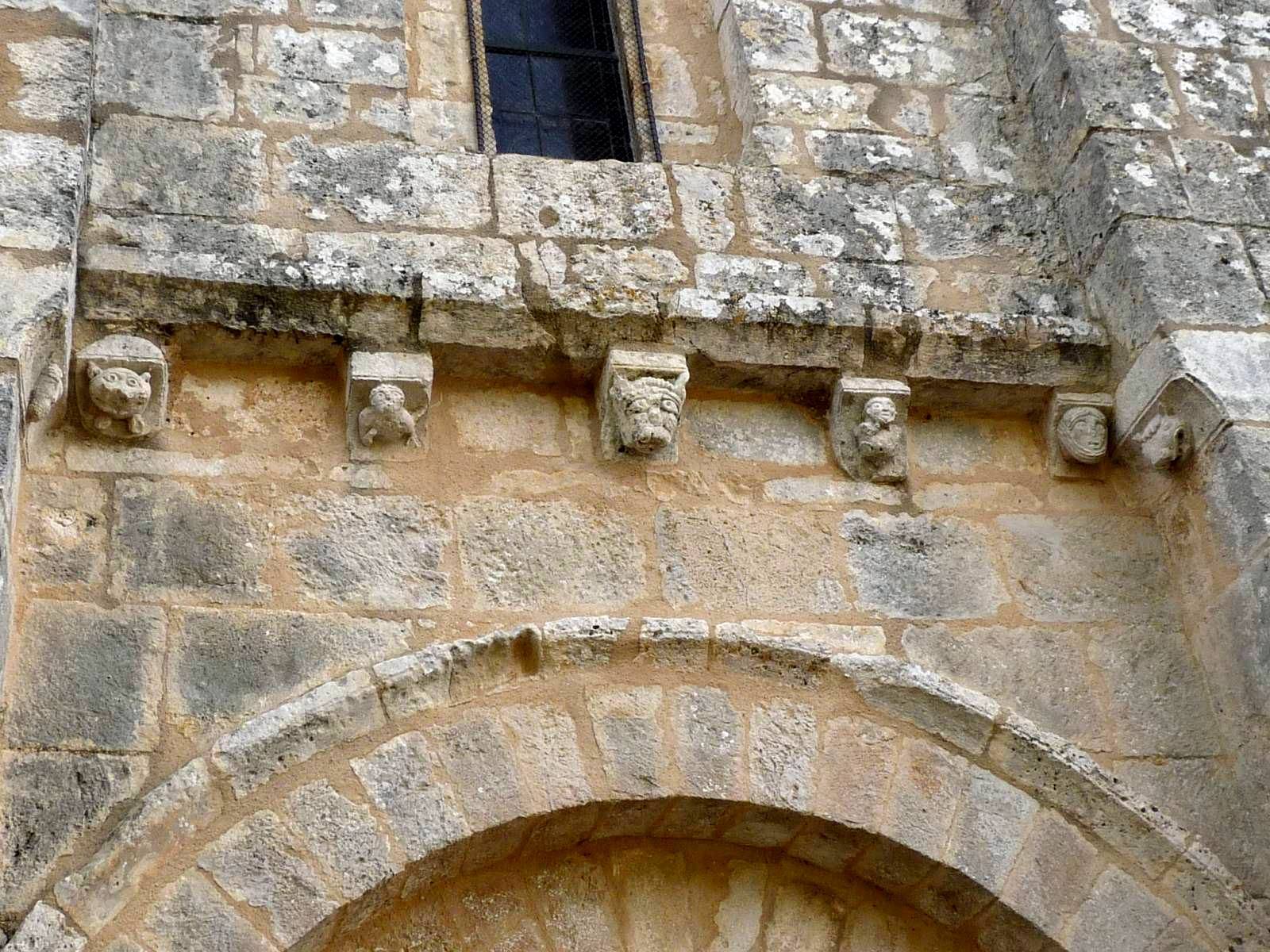
Modillons au-dessus du portail.
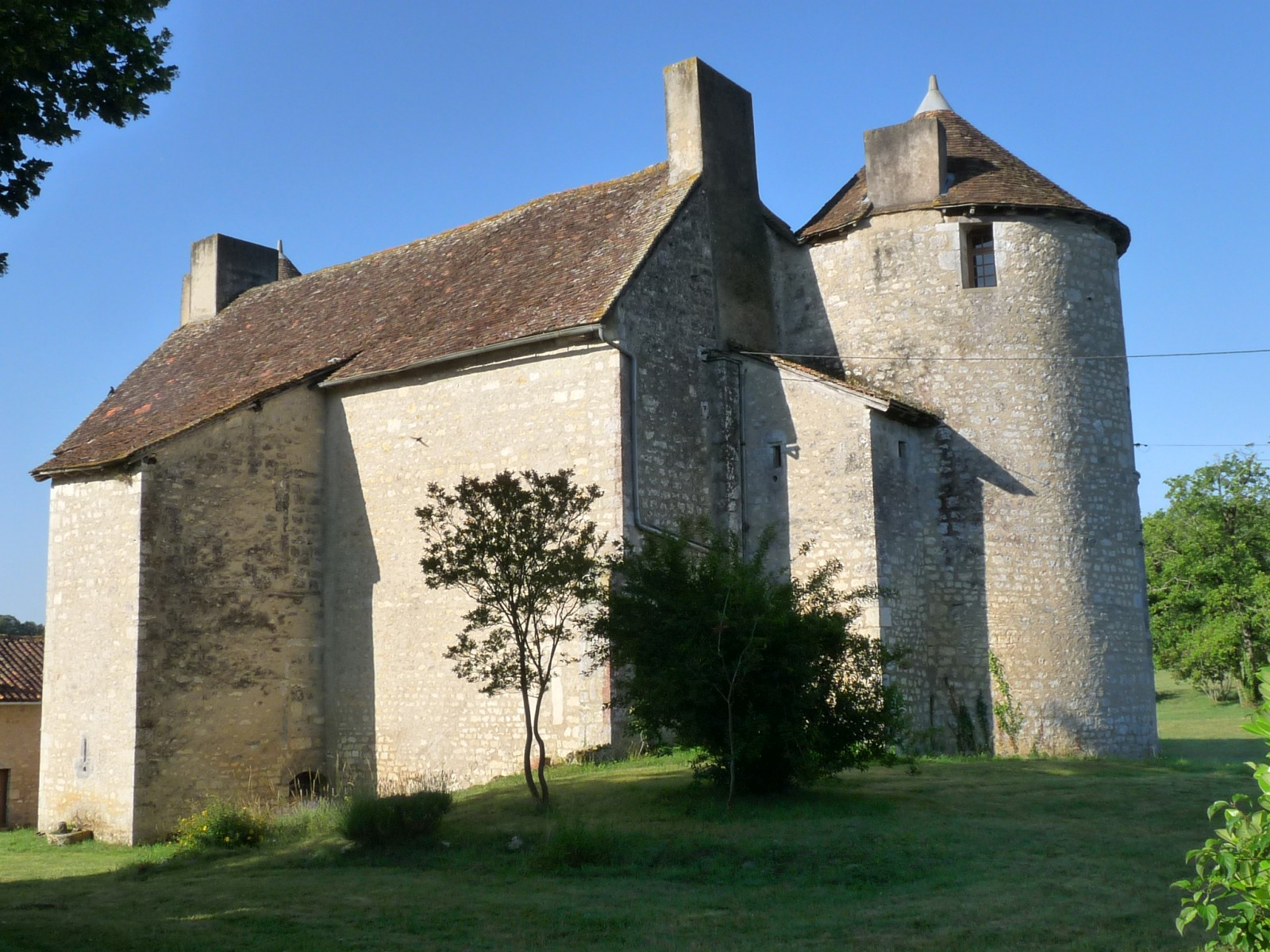
Le château de Bourgon.
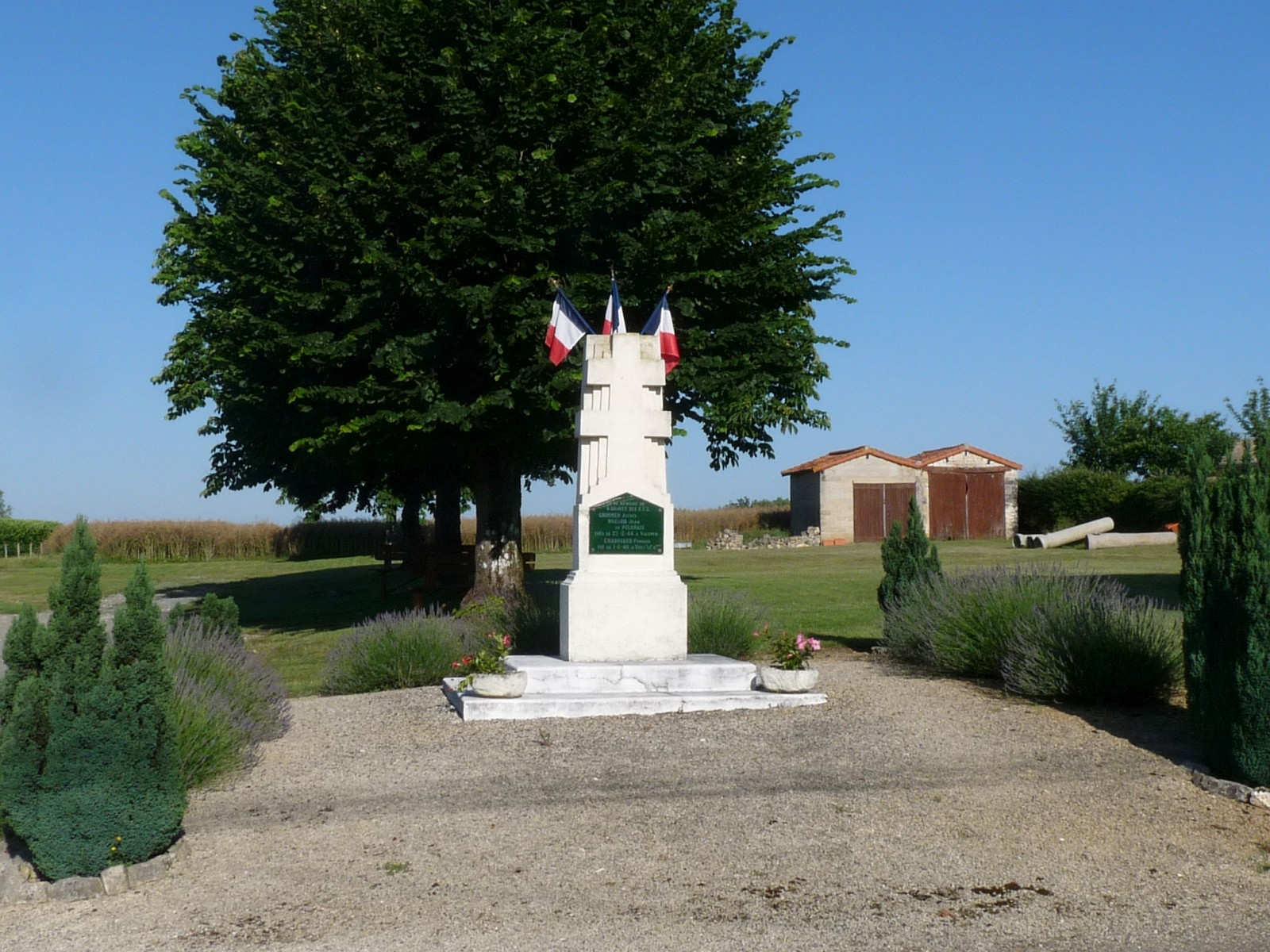
Monument aux morts 1939-1945.

## Personnalités liées à la commune
- Charles-François Lassée (1757-1816), député de la Charente au Conseil des Anciens, est né au village de Goize.